# Umschrift des ukrainischen kyrillischen Alphabets
Unter der Umschrift des ukrainischen kyrillischen Alphabets versteht man die Umschrift bzw. Transkription und die Wiedergabe der ukrainischen Schrift in lateinischen Buchstaben. Dies wird auch als Romanisierung bezeichnet.

## Kyrillisches Alphabet
In der ukrainischen Sprache wird eine Variante des kyrillischen Alphabetes verwendet, welche Unterschiede zu dem in der russischen Sprache verwendeten Alphabet aufweist. Der Zweck der romanisierten Umschrift ist es, die Sprache auch für Personen verständlich zu machen, welche die kyrillischen Schriftzeichen nicht lesen können. Dies betrifft unter anderem den Tourismus, den Bereich der internationalen Politik, des Handels und weltweiter Organisationen. Ebenso kann mittels der Umschrift auf einem Computer, der nicht über eine ukrainische Tastatur verfügt, eine Bearbeitung von Texten erfolgen. Im Laufe der Geschichte gab es schon mehrere Vorschläge zur Abänderung des ukrainischen Alphabetes in verschiedenen Varianten, die in der Regel meist auf den westslawischen Sprachen beruhten. Von den verschiedenen Varianten, die bisher verwendet wurden und in Betracht kommen, konnte sich bisher keine durchsetzen.

## Transkription und Transliteration

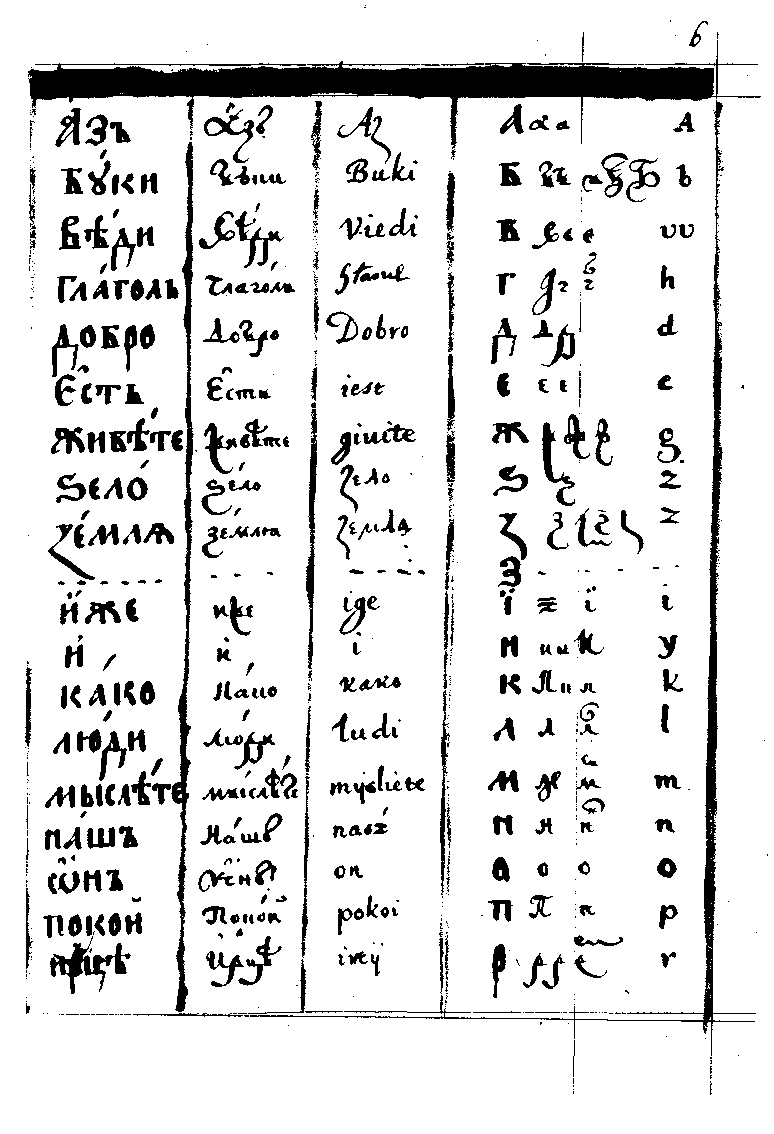
Teil einer Tabelle mit Buchstaben aus dem Alphabet der Ruthenischen Sprache, von Iwan Uschewytsch, die Grammatica sclavonica «Грамматыка словенская» von 1645. In den Spalten des Manuskripts werden die Buchstaben in kyrillischer- und Lateinischer Form, sowie gemeinsame Buchstabenformen dargestellt. Teil 2, Teil 3.

Es gibt zwei Möglichkeiten, eine lateinische Umschrift zu erreichen: über Transkription und Transliteration. Einige verwendete Varianten sind ein Hybrid zwischen den beiden.
- Eine Transkription versucht, die Aussprache des Ukrainischen mit den Mitteln einer dem Leser bekannten Sprache einigermaßen treffend wiederzugeben. Die sogenannte Nationale Variante oder die beliebtesten Transkriptionen hängen per definitionem von der Zielsprache ab: beispielsweise der Name Грушевський erscheint bei der Transkription ins Niederländische als Hroesjevsky, ins Englische als Hrushevsky, ins Deutsche als Hruschewskyj, ins Französische als Hrouchevsky etc. Solche Transkriptionen sind vor allem in der Medienlandschaft weit verbreitet, etwa in Zeitungen, Zeitschriften, Lexika und in Atlanten. Auf der Grundlage dieser Transkripte kann man die ursprüngliche ukrainische Version ohne Kenntnis der Sprache nicht immer eindeutig rekonstruieren.[1]
- Eine Transliteration setzt hier nicht auf die Aussprache, sondern gibt die Schreibweise des ukrainischen Textes in einer anderen Schrift (etwa der lateinischen) buchstabengetreu wieder. Ziel ist es, ukrainische Texte mit der lateinischen Schrift so präzise darzustellen, dass der kyrillisch geschriebene Text einfach und eindeutig rekonstruiert werden kann. Transliterationen werden in der Regel in wissenschaftlichen Kreisen, in der Literatur, in Bibliotheken und dergleichen verwendet. Die Transliteration des Ukrainischen in die lateinische Schrift ist in DIN 1460 genormt.

## Die verschiedenen Umschriften und Romanisierungsvarianten
Der ukrainisch-kanadische Linguist Jaroslav Rudnyckyj (Jaroslaw Bohdan Rudnyckyj) klassifizierte die Transliterationen-Varianten zum ukrainischen Alphabet in verschiedene Systeme, wie in ein wissenschaftliches System, was vorwiegend in akademischen und vor allem bei sprachlichen Werken verwendet wird, und praktische Systeme, die hauptsächlich in Verwaltung, Journalismus, Post, Schulen angewendet werden sollten.
Die unterschiedlichen Systeme der Umschrift bzw. Romanisierung der Ukrainischen Sprache entstanden in der Geschichte aufgrund von Begegnung mit dem westeuropäischen, westslawischen und deutschsprachigen Raum und werden noch häufig verwendet. Einige dieser Umschriftvarianten wurden im Laufe der Zeit periodisch verändert und unterlagen einer unterschiedlichen Entwicklung oder haben verschiedene Variationen erfahren. Das heute übliche akademische oder wissenschaftliche System wird international am meisten verwendet. Aber es hat sehr wenige Variationen, während die verschiedenen praktischen Methoden der Transliteration den unterschiedlichen orthographischen Konventionen bei den entsprechenden Sprachen, wie Englisch, Französisch, Deutsch jeweils angepasst werden. Um den ursprünglichen ukrainischen Text so wiederzugeben, wie er in der ursprünglichen Sprache klingt, werden mitunter je nach dem Zweck der Transkription einzelne Anpassungen oder Veränderungen vorgenommen.
- Die International Scientific Transcription bzw. die Internationale wissenschaftliche Transkription basiert hauptsächlich auf dem lateinischen Kroatischen Alphabet der serbo-kroatischen Sprache. Die heute übliche wissenschaftliche Transliteration in der Slawistik beruht auf dem tschechischen Alphabet. Diese Transkription wird vor allem von Linguisten verwendet, wie bei Veröffentlichungen in der Slawistik. Diese stammt aus dem neunzehnten Jahrhundert, wo sie in das Bibliothekarische Regelwerk als Preußische Instruktionen (PI) aufgenommen wurde. Dieses Regelwerk enthält die Leitlinien für Bibliotheken und wurde dort 1898 kodifiziert. Diese Leitlinien wurden später von der Internationalen Organisation für Normung (ISO), mit kleinen Unterschieden zu ISO/R 9 übernommen.[3]

Die notwendigen Diakritika auf Computern benötigen Unicode, Latin-2-, Latin-4- oder Latin-7-Kodierung. Andere verwendete slawisch basierte Umschriften beruhen gelegentlich auf dem Slowakischen Alphabet oder dem Polnischen Alphabet, die die Symbole für palatalisierten Konsonanten enthalten.
- National 1996 ist das offizielle System, das sowohl von der Ukraine selbst in ihren internationalen Außenbeziehungen und bei den Vereinten Nationen verwendet wird. Diese wird allgemein für die Umschrift von ukrainischen geographischen Namen verwendet, die vor 1991 fast ausschließlich nur unter ihrem russischen Namen bekannt waren. Dieses System basiert im Wesentlichen auf der Grundlage der englischen Rechtschreibung und dann zeigt viele Ähnlichkeiten mit der britischen Transkription.[4][5]
- ISO 9:1954, eine ältere Norm der ISO, beruht auf der älteren wissenschaftlichen Transliteration und sieht deshalb für das Ukrainische und das Russische leicht unterschiedliche Transliterationen vor; ISO 9:1968 erlaubt diese Unterschiede weiterhin, sieht aber daneben eine einheitliche Transliteration für alle kyrillisch geschriebenen Sprachen vor; DIN 1460:1982 ist von ISO 9:1968 abgeleitet, erlaubt aber für das Ukrainische nur die besondere Transliteration. Diese Besonderheit betrifft die ukrainischen Buchstaben Г und И, die (im Gegensatz zu anderen Sprachen) als H bzw. Y transliteriert werden; die ukrainischen Buchstaben Ґ und І werden dagegen als G bzw. I transliteriert.
- ISO 9:1995 ist mit Stand 2022 der aktuelle Standard der ISO für eine sprachunabhängige Eins-zu-Eins-Transliteration von kyrillischer zu lateinischer Schrift. Hier wird jeder in der Norm gelistete kyrillische Buchstabe durch einen lateinischen Buchstaben (ggf. mit diakritischen Zeichen) dargestellt, beispielsweise das Г immer als G (auch wenn es zwar im Russischen das Phonem /g/ bezeichnet, im Ukrainischen aber das Phonem /h/).
- Umschrift bzw. Romanisierung in anderen Sprachen Zur Verständlichkeit für Leser in den anderen entsprechenden Sprachen wird normalerweise phonetisch in die vertraute Orthographie transkribiert. Zum Beispiel werden die ukrainischen Buchstaben й, х, ч, ш, щ anglophon als y, kh, ch, sh anders transkribiert als in deutschsprachigen Umschriften, wo diese meist mit j, ch, tsch, sch, schtsch wiedergegeben werden, oder sie können in lateinischen Buchstaben nach der üblichen Orthographie anderer slawischen Sprachen, wie Polnisch, Tschechisch oder Kroatisch (ebenso wie mit den etablierten wissenschaftlichen Systemen) wiedergegeben werden. Diese bekannten Transkriptionen sind eine zuverlässige Methode, um die ukrainische Entsprechung in einer bestimmten Zielsprache zu geben. Die deutsche Sprache verwendet ebenfalls ihre eigene Transkription des Ukrainischen. Wenn man einen Text, in dem ukrainischen Namen oder Wörter vorkommen, transkribiert, sollte immer berücksichtigt werden, in welcher Sprache das Ausgangsmaterial vorliegt.[6] Eine Variante wurde vom British Museum und von der British Library verwendet, wird aber seit 1975 in ihren neuen Akquisitionen katalogisiert Library of Congress Transliteration.[1]
- IPA Das International Phonetic Alphabet ( IPA) dient dazu, die Aussprache einer Sprache so nah wie möglich abzubilden. Dieses System, wird vor allem in Wörterbüchern und in linguistischen Publikationen verwendet, es muss jedoch nicht immer unbedingt eine Romanisierung darstellen. Die IPA besteht nicht ausschließlich aus lateinischen Buchstaben.
- Ad-hoc-Umschrift-Nutzer von öffentlich zugänglichen Computern oder mobilen SMS-Diensten improvisieren oftmals mit einer informellen Umschrift aufgrund von Einschränkungen der Tastatur oder des Zeichensatzes. Diese können sowohl Vokale und Konsonanten ersetzen. Beispiel: YKPAIHCbKA ABTOPKA für "УКРАЇНСЬКА АВТОРКА"; wie unterem auch bei der Volapük-Kodierung: Diese nutzt ebenfalls nur ihren begrenzten verfügbaren Zeichensatz.
- Ukrainischer Telegrafen-Code Telegraphen-Übertragung: Jeder einzelne ukrainische Buchstabe hat bei dieser Variante ein lateinisches 1:1-Äquivalent. So sind die lateinischen Buchstaben Q, W, V, X äquivalent mit ukrainisch Я (oder Щ manchmal), В, Ж, Ь. Andere Buchstaben werden phonetisch transkribiert. Dieser Zeichensatz zur Zeichenkodierung des ukrainischen kyrillischen Alphabet in der KOI8-U-Tabelle wird in der ukrainischen Sprache hauptsächlich bei Computersystemen verwendet.

## Konventionelle Romanisierung von Eigennamen
In vielen Zusammenhängen ist es üblich, ein modifiziertes System von Transkriptionsregeln zu verwenden und das natürlich auch ausgeprägt sein kann durch die Verwendung von Anglophonen. Transkriptionen aus dem ukrainischen werden auch für den Namen von Personen mit ukrainischen Vorfahren in den entsprechenden Ländern angewandt (Personen haben oft gleiche oder ähnliche übliche Namen, wie zum Beispiel „Alexander“, was meist für Oleksandr verwendet wird, oder auch das im englischsprachigen Raum übliche „Terry“ für Taras).
Viele solcher internationalen Transkriptionen basieren entweder auf einer Verwendung in der Library of Congress (in Nordamerika) oder auf dem British Standard in Großbritannien. Ein solches vereinfachtes System lässt in der Regel die Diakritika und Holmen weg, vereinfacht die Endungen -yj und -ij auf „-y“ und ignoriert die ukrainischen weichen Zeichen (ь) und Apostrophen ('), und ersetzen können ya, ye, yu, yo für ia, io dh iu, auf die Anfänge der Worte. Es kann dabei auch zu weiterem Vereinfachungen von doppelten Buchstaben kommen.
Konventionelle Transliterationen reflektieren meist die Herkunft bzw. die Geschichte einer Person oder eines Ortes. Viele bekannte Schreibweisen und Transkriptionen basieren auf lateinischen Alphabeten anderer Sprachen, wie zum Beispiel unter anderem der deutschen oder dem polnischen Wiedergabe. Bei anderen Varianten wurden die entsprechenden Namen, die in andere Sprachen transkribiert, wie zum Beispiel: vom ukrainischen Pavlo („Paul“) wurden durch den russischen Pedanten Pavel, Ukrainisch: Kyiv vom russischen entspricht dem Kiev bzw. Kiew.
Manchmal wird auch unter der Verwendung eines Apostrophs ' übersetzt, auch wenn der Apostroph bei allen anderen Namen und Worten oft weggelassen wird.
Die verschiedenen Umschrift- bzw. Romanisierung-Systeme sind dadurch sehr komplex geworden. Zum Beispiel, die englische Übersetzung des Kubijovyč der Ukraine: A Concise Encyclopædia nutzt eine modifizierte Library of Congress (ALA-LC), wie für ukrainische und russische Namen-mit den Ausnahmen für Endungen oder verdoppelte Konsonanten Anwendung verschiedentlich persönliche und geografische Namen aufgeführt. Aus verschiedenen traditionellen, gewohnheitsmäßigen und auch aus technischen Gründen, verwenden Karten in der Enzyklopädie unterschiedliche Namenskonventionen. Die Namen der Personen werden meist nicht nur in der internationalen Schreibweise in der britischen Transkription bei enzyklopädischen Texten wiedergegeben, sondern daher auch in ihrer ursprünglichen Form im Index. Verschiedene geographische Namen in ihrer englischen, deutschen Transkription, aus der russischen oder in der ukrainischen Schreibweise und der polnischen Formen geben das w bzw. v in verschiedenen Formen wieder. Die Wissenschaftliche Transliteration wird hauptsächlich in Artikeln der Linguistik verwendet.

## Tabellen zu den verschiedenen Umschrift- und Romanisierungsvarianten
* Scholarly Transliteration
Wenn zwei verschiedene Transliterationen angegeben sind, entspricht die erste Möglichkeit dem traditionalen System, und die zweite der Norm ISO/R 9.
† ALA-LC
Bei strikter Anwendung erfordert ALA-LC die Verwendung von Ligaturbögen zur Bezeichnung von Doppelartikulationen; in der Praxis werden diese aber oft weggelassen.
‡ British Standard
Endung -ий und -ій können bei Eigennamen zu -y vereinfacht werden.
** BGN/PCGN
Die Buchstabenkombinationen зг = z·h, кг = k·h, сг = s·h, тс = t·s, und цг = ts·h werden mit einem Mittelpunkt romanisiert zur Unterscheidung von den Digraphen ж = zh, х = kh, ш = sh, ц = ts und der Buchstabenkombination тш = tsh.
†† Ukrainische National-Transliteration
1. gh wird zur Romanisierung von зг = zgh verwendet, um Verwechslungen mit ж = zh zu vermeiden.
2. Die zweite Variante wird am Wortanfang verwendet.
‡‡ FranzösischJean Girodet (1976), Dictionnaire de la langue francaise, Paris: Éditions Bordas.
*** Deutsch(2000) Duden, v 22, Mannheim: Dudenverlag.
- * Die zweite Transliteration wird am Wortanfang benutzt.
- ** Am Wortanfang, nach Vokalen oder nach einem Apostroph.
- *** Nach Konsonanten.
- **** Der Apostroph wird zum einen benutzt vor den jotierten Vokalen ja, ju, je, ji, jo, und zum anderen zur Unterscheidung der Kombination ьа (j’a) in zusammengesetzten Worten von я (ja), zum Beispiel: Волиньавто=Volynj'avto.
- *^ gh wird benutzt in der Romanisierung von зг (zgh), um Verwechslungen mit ж (zh) zu vermeiden.

Das National-System (1996) ist eine vereinfachte Form der Transliteration:
- Doppelte Konsonanten ж, х, ц, ч, ш werden nur einfach dargestellt, zum Beispiel Запоріжжя = Zaporizhia.
- Apostrophe und weiche Zeichen werden weggelassen, mit den Ausnahmen ьо = ’o und ьї = ’i.